# Quentin Bryce
Quentin Alice Louise Bryce, z d. Strachan, AC (ur. 23 grudnia 1942 w Brisbane) – australijska prawniczka, od 2003 do 2008 gubernator Queenslandu, gubernator generalna Australii od 5 września 2008 do 28 marca 2014.

## Życiorys
Ukończyła University of Queensland, w 1965 była jedną z pierwszych kobiet (według niektórych źródeł – pierwszą) przyjętych do Izby Adwokackiej Queensland.
W latach 1968–1983 jako pierwsza kobieta wykładała prawo na University of Queensland. W latach 1983–1996 pracowała w szeregu organizacji rządowych zarówno stanowych jak i federalnych, między innymi jako dyrektor urzędu ds. kobiet (Office of the Status of Women) i komisarz urzędu ds. równouprawnienia (director of the Human Rights and Equal Opportunity Commission). W latach 1997–2003 była dyrektorem jednego z wydziałów Uniwersytetu w Sydney.
Od 29 lipca 2003 do 29 lipca 2008 była gubernatorem stanu Queensland.
13 kwietnia 2008 została mianowana przez królową Elżbietę II po rekomendacji premiera Australii Kevina Rudda na gubernatora generalnego Australii. Objęła urząd 5 września 2008 jako następczyni Michaela Jefferya. Była pierwszą kobietą w historii Australii na tym stanowisku. Jej urzędowanie dobiegło końca w marcu 2014, jej następcą został Peter Cosgrove.